# Fátima Hamed Hossain
Fátima Hamed Hossain (Ceuta, 23 de febrero de 1978) es una abogada y política española. Actual vicepresidenta segunda de la Asamblea de Ceuta y miembro de la Asamblea de Ceuta desde 2015 por el partido Movimiento por la Dignidad y la Ciudadanía (MDyC), fue la primera mujer musulmana al frente de un grupo político con representación.

## Biografía
Fátima es hija de padres marroquíes.

## Movimiento por la Dignidad y la Ciudadanía
El Movimiento por la Dignidad y la Ciudadanía es un partido político español de ámbito ceutí formado en octubre de 2014 por un grupo de escindidos de Coalición Caballas, liderados por Fátima Hamed Hossain. En las elecciones ceutíes de 2015 el MDyC obtuvo 3.264 votos (11,19 % del total) y tres escaños, siendo Fátima Hamed la primera mujer musulmana en liderar un grupo político en la Asamblea de Ceuta. En las elecciones ceutíes de 2019, Hamed volvió a liderar dicha candidatura, empeorando sus resultados con respecto a los anteriores comicios, perdiendo así un diputado de los tres con los que contaba.

## Otras políticas
El sábado 13 de noviembre de 2021, Fátima Hamed participó en un acto denominado como “Otras políticas” junto a la vicepresidenta segunda del Gobierno de España y Ministra de Trabajo y Economía Social, Yolanda Díaz; la alcaldesa de Barcelona, Ada Colau; la vicepresidenta primera y consejera de Igualdad de la Comunidad Valenciana, Mónica Oltra; y la portavoz de Más Madrid en la Asamblea de Madrid y líder de la oposición, Mónica García, en el Teatro Olympia de Valencia.
Dicho acto se considera el plebiscito de la plataforma creada por la vicepresidenta segunda, Yolanda Díaz, Sumar, para aglutinar a la izquierda transformadora de cara a las elecciones generales de 2023.